# Абдулаев, Герман
Ге́рман Абдула́ев — российский дзюдоист, мастер спорта России международного класса, чемпион (1995 год) и серебряный призёр (1997 год) чемпионатов России, победитель и призёр международных турниров. Инструктор по дзюдо московского фитнес-клуба «World Gym». Выступал в полусредней весовой категории (до 78-81 кг). Тренировался под руководством Вахи Чапаева.

## Спортивные результаты

### Чемпионаты России
- Чемпионат России по дзюдо 1995 года, Рязань — ;
- Чемпионат России по дзюдо 1997 года, Москва — ;

### Международные турниры
- 1993 год, Москва — ;
- 1993 год, Нью-Йорк — ;
- 1994 год, Москва — ;
- 1995 год, Москва — ;
- 1997 год, Минск — ;

### Чемпионаты Европы
- 1997 год, Остенде (Бельгия) — 5 место;
- 1998 год, Овьедо (Испания) — 7 место;